# Бородин, Сергей Петрович
Сергей Петрович Бороди́н (1902—1974) — русский советский прозаик, автор популярных исторических романов. До 1941 года публиковался под псевдонимом Амир Саргиджан. Народный писатель Узбекской ССР (1973). Лауреат Сталинской премии второй степени (1942).

## Биография
Родился 12 (25) сентября 1902 в Москве в семье потомственных интеллигентов. Отец — потомственный дворянин, мать, А. М. Ингалычева, происходила из знатного татарского княжеского рода. Воспитывался сначала домашним учителем. В 1913—1920 годах учился в реальном училище в Белёве, затем сотрудничал в местной студии Пролеткульта, где занимался живописью у художника Т. И. Катуркина. Первый очерк опубликовал в 12 лет в 1915 году в приложении к журналу «Путеводный огонёк», первые стихи в 1917 году — сначала в различных молодёжных журналах,а позже — в газетах «Белёвский пролетарий» (под псевдонимом Гусляр), в «Крестьянской газете» и в различных московских периодических изданиях и альманахах.В 1925 году принят во Всероссийский Союз писателей. В 1926 году окончил ВЛХИ имени В. Я. Брюсова, специализировался по русскому фольклору. Под руководством профессора Ю. М. Соколова специализировался по русскому фольклору,  участвовал различных фольклорных экспедициях ГАХН: Переяславль-Залесский (1923), Заонежье (1925), Карелия (1926), Кенозеро (1927). Одновременно много занимался историей и этнографией и в 1923 году Центральным музеем народоведения был командирован в БНСР для собирания этнографических коллекций. Долго находился на Дальнем Востоке (1928), на строительстве Турксиба (1929), где был редактором газеты «Ударник»; в Таджикистане (1931), где участвовал в борьбе с басмаческими бандами Ибрагим-бека. В 1933 году обошёл весь Памир, Каратегин и Дарваз. В конце 1933 года работал в политотдельской газете Вагаршапатского района в Армении, в Эчмиадзине. Некоторое время принадлежал к литературному объединению «Перевал», из которого вышел в 1931 году. В 1951 году переселился в Ташкент, женился там на филологе Раузе Хасановой. Член ВКП(б) с 1943 года.
Сосед Осипа Мандельштама по Дому Герцена. По мнению исследователя Павла Нерлера, именно Бородин написал донос на Мандельштама, сохранившийся в архиве ГПУ.
В 1930-х писал повести и рассказы на материале, собранном во время пребывания в отдаленных областях СССР. Первым историческим романом стал «Дмитрий Донской», написанный в 1941 году в Старой Руссе. Второй исторический роман (уже в ташкентский период творчества) — трилогия «Звезды над Самаркандом» — дает детальную картину Центральной Азии и Закавказья XIV—XV веков, в центре которой образ Тамерлана. Четвёртая часть цикла «Белый конь», за исключением отдельных глав, не закончена.
В марте 1944 года в газете "Литература и искусство" (под таким названием в то время выходила "Литературная газета") опубликовал статью  "Вредная сказка" против пьесы Е.Шварца "Дракон" (1943). В пьесе автор в художественной форме отображает равнодушие, апатию, непротивление и даже самооправдание народов, оказавшихся под властью Дракона, в котором, конечно, угадывался Гитлер. Это вызвало неприятие Бородина. После выхода статьи и единственного спектакля в августе 1944-го, пьеса была запрещена. [ https://a-fixx.livejournal.com/227605.html]
Умер 22 июня 1974 года. Похоронен в Ташкенте на Чигатайском кладбище.
Дом-музей Бородина в Ташкенте открыт в 1981 году и существует до сих пор.[когда?]

## Сочинения
- Последняя Бухара, 1932
- Египтянин, 1933
- Мастер птиц, новеллы, 1934
- Рождение цветов, 1937
- «Дмитрий Донской», 1941
- Утренька, 1942
- Звёзды над Самаркандом:
  - Хромой Тимур, 1955
  - Костры похода, 1962
  - Молниеносный Баязет, 1973

### Публикации
Самым издаваемым произведением автора стал исторический роман «Дмитрий Донской», выдержавший за немногим более 50 лет (с 1941 по 1994 год) около двух с половиной десятков изданий общим тиражом свыше миллиона экземпляров.

### Собрания сочинений
- Бородин С. П. Собрание сочинений: В 5-ти томах. — Ташкент: Гослитиздат УзССР, 1958—1960.
- Бородин С. П. Собрание сочинений: В 6-ти томах. — Ташкент: Изд-во лит. и иск-ва, 1973—1977.

## Награды и премии
- Сталинская премия второй степени (1942) — за роман «Дмитрий Донской» (1941)[3]
- Народный писатель Узбекской ССР (1973)[4]
- Государственная премия Узбекской ССР имени Хамзы (1968)[5]
- два ордена и медали

## Отзывы
А. К. Гладков в своём дневнике 24 июня 1974 года записал:

Умер Сергей Бородин. Он в 20-х годах назывался Амиром Саргиджаном и имел отношение к аресту Мандельштама. Вообще, был подлецом, но скрывал это. Приложил руку к травле Е. Л. Шварца уже во время войны.
— …Дневник Александра Гладкова: 1960—1976 годы // Нева. — 2014. — С. 154. — ISSN 0130-741Х.